# NGC 3154
NGC 3154 ist eine Spiralgalaxie vom Hubble-Typ Sb im Sternbild Löwe am Nordsternhimmel. Sie ist rund 291 Millionen Lichtjahre von der Milchstraße entfernt.
Das Objekt wurde am 12. März 1880 vom französischen Astronomen Edouard Stephan entdeckt.